# مصطفى دياو
مصطفى دياو هو لاعب كرة قدم موريتاني في مركز الدفاع، ولد في 31 ديسمبر 1996 في نواكشوط في موريتانيا. لعب مع نادي فنجاء.

## الإحصائيات

### الأندية
| النادي         | الموسم         | الدوري         | الدوري  | الدوري  | الكأس الوطني | الكأس الوطني | كأس الدوري | كأس الدوري | أخرى    | أخرى    | المجموع | المجموع |
| النادي         | الموسم         | الدرجة         | مباريات | الأهداف | مباريات      | الأهداف      | مباريات    | الأهداف    | مباريات | الأهداف | مباريات | الأهداف |
| -------------- | -------------- | -------------- | ------- | ------- | ------------ | ------------ | ---------- | ---------- | ------- | ------- | ------- | ------- |
| المنامة        | 2021           | الدوري الممتاز | 4       | 0       | 0            | 0            | 0          | 0          | 0       | 0       | 4       | 0       |
| الإجمالي الكلي | الإجمالي الكلي | الإجمالي الكلي | 4       | 0       | 0            | 0            | 0          | 0          | 0       | 0       | 4       | 0       |

## وصلات خارجية
- مصطفى دياو على موقع قاعدة بيانات كرة القدم.إي يو (الإنجليزية)
- مصطفى دياو على موقع ناشيونال فوتبول تيمز (الإنجليزية)
- مصطفى دياو على موقع Soccerway.com (الإنجليزية)